# Bukacivska Sloboda, Rohatîn
Bukacivska Sloboda (în ucraineană Букачівська Слобода) este un sat în așezarea urbană Bukacivți din raionul Rohatîn, regiunea Ivano-Frankivsk, Ucraina.

## Demografie
Componența lingvistică a localității Bukacivska Sloboda
     Ucraineană (100%)
Conform recensământului din 2001, toată populația localității Bukacivska Sloboda era vorbitoare de ucraineană (100%).